# SWAT prevozno sredstvo
SWAT prevozno sredstvo ali SWAT kombi ali SWAT tovornjak, je SRT prevozno sredstvo, ki ga uporabljajo policijske uprave za prevažanje močno oboroženih taktičnih policijskih enot. Vozilo enotam ponuja tudi balistično varovanje, a brez močne oborožitve. Ta nevojaška oklepna vozila so prav tako uporabna za prevažanje specializirane opreme (npr. taktične opreme in orodja za vdiranje).